# 巡防隊 (清朝軍事)
巡防隊為清朝光緒末年間執行的清軍正規軍整頓編制，又有稱為巡防營，屆於新軍、綠營、防軍、團練之間的過渡性軍事制度。亦有舊軍之稱呼。

## 起源
清朝末年，綠營與八旗部隊在實戰中證明了部隊無法對抗現代化軍事力量，編練新軍成為光緒末年國家改革的方針之一。清朝雖制定了三十六鎮新軍計畫，但是原編制的正規軍難以在短時間內裁撤，且招募來的士兵在體格上也並非不堪一戰，因此在光緒三十三年（1907）由清廷陸軍部發布《巡防隊試辦章程》。將現有部隊統一整頓為巡防隊編制，作為新軍的輔助部隊使用，同時也是各地邊防部隊的標準編制。
巡防隊的官兵來源由原先清軍部隊整編，由於在清末有收編土匪成為正規軍的方式，因此巡防隊也不乏從土匪直接改編的案例，受限於各地武力的軍事作戰經驗與武器配賦水準不一，且薪資水平按照舊有清軍正規軍標準發放，其戰力表現落差懸殊。且由於欠缺完成現代教育的新式軍官，大部分巡防營的指揮軍官仍然是從武舉與部隊內部升遷獲得，在知識與訓練能力上均與現代軍隊有相當落差。
然而，由於新式軍官接觸的教育來源較為多元，使得當時有大量的新軍軍官同時具有革命黨身分，各地反清起義中不乏新軍軍官的身影。這使得部分地方大員對於新軍忠誠度表現出顯著的疑懼，同時新軍計畫為地方出資建軍，指揮權劃歸中央，地方大員對於無法作為自己政軍資本的建軍採取消極態度應對，並將軍事資源投資在忠誠度相對可靠的巡防隊上，因此直到清朝結束之前，各省仍有大量的巡防隊運作。
中華民國時代初，一部份清末成軍的巡防隊轉換編制成為現代軍隊的一部份。如奉天巡防營所管轄的25個巡防隊便被命令改編為2個採用新軍編制的國防師與1個混成旅，其中便有張作霖指揮的陸軍第二十七師。

## 編制
巡防隊分成「步隊」與「馬隊」，可以視為現代的步兵與騎兵。按章程規定，必須為20歲以上，35歲以下的士兵始可留用。
步隊：官、兵、雜役總兵力301人。營下轄中左右哨，哨轄8棚，每棚兵力9員。指揮軍官為管隊官1人、哨官3人、哨長3人、書記長1人；，按現代說法，步隊編制有軍官25人、士兵216人、雜役60人。
馬隊：官、兵、雜役總兵力189人、配賦軍馬135匹。營下轄中左右哨，哨轄4棚，每棚兵力9員。指揮軍官為管隊官1人、哨官3人、哨長3人、書記長1人；，按現代說法，馬隊編制有軍官25人、士兵108人、雜役56人。
巡防營的上級部隊為「路」，每省編制劃設為中、左、右、前、後5路、每路編制不得超過10營，若採取全步隊編制，一省最多可編列的巡防隊總和為50營、15,000人。1911年版中華年鑑則稱當時全國巡防營編制兵力總數為27萬6981人，